# Olkaria
Olkaria är en kulle i Kenya.   Den ligger i länet Nakuru, i den sydvästra delen av landet, 80 km nordväst om huvudstaden Nairobi. Toppen på Olkaria är 2 425 meter över havet, eller 360 meter över den omgivande terrängen. Bredden vid basen är 10,5 km.
Terrängen runt Olkaria är huvudsakligen kuperad. Runt Olkaria är det ganska tätbefolkat, med 75 invånare per kvadratkilometer. Det finns inga samhällen i närheten. Trakten runt Olkaria består i huvudsak av gräsmarker.